# Arrondissement Diksmuide
Arrondissement Diksmuide je jeden z osmi arrondissementů (okresů) v provincii Západní Flandry v Belgii.

## Obyvatelstvo
Počet obyvatel k 1. lednu 2017 činil 51 250 obyvatel. Rozloha okresu činí 362,42 km².

## Obce
Okres Diksmuide sestává z těchto obcí:
- Diksmuide
- Houthulst
- Koekelare
- Kortemark
- Lo-Reninge